# 苏格兰王国
苏格兰王国（英語：Kingdom of Scotland）是位于西欧的一个古国，最大版图包括大不列颠岛北部以及周围的数个群岛，即今天联合王国苏格兰地区的范畴。苏格兰王国最早约出现于公元843年以后。1707年，苏格兰王国与英格兰王国正式合并，成为现在的联合王国（英国）的主要组成部分，王国从此消失。1700年左右，王国总人口约为110万。王国的主要行政中心在爱丁堡市。

## 历史
公元843年，皮克特人（Pict）的国王肯尼思一世统一了周围地区，在福斯河与克莱德河流域建立了一个王国。虽然至今对于肯内斯的种族、文化还有争议，但是一般认为這是苏格兰王国建立的标志，因为之后数百年间苏格兰的统治者都自称是肯尼思一世的后裔；該王国在苏格兰盖尔语中被称之为阿尔巴（Alba）。
王国在接下来的两百年里不断扩张，吞并周围的其它势力；11世纪初，在国王馬爾科姆二世统治期间，王国吸纳了西南与东南的许多小国，在大不列颠岛上的疆域基本到达了今天英格兰与苏格兰的边界。13世纪，王国与挪威争夺西海岸线的群岛，虽然未获决定性胜利，但是挪威国王不得不将这些岛屿以每年4000马克的价格租赁给苏格兰。15世纪，詹姆斯三世通过与丹麦的联姻，获得了设德兰群岛和奥克尼群岛，苏格兰地区今天的疆域最终成形。
1603年，苏格兰国王詹姆斯六世同时继任英格兰国王，长期敌对的英格兰与苏格兰两国突然成为共主联邦。1621年蘇格蘭王國在開始美洲开拓殖民地，1629年佔領並殖民了新斯科舍（今加拿大新斯科舍省）。17世纪末，刚刚经历了几十年内战的苏格兰与英格兰两国都确立了君主立宪制，成为世界上最早的民主国家。
1707年，英格兰议会与苏格兰议会达成协议，两國议会和国家正式合并，从此使用统一名称联合王国，存在了800多年的苏格兰王国从此消失。

## 法律
苏格兰王国有自己独立的法律系统。原则上法律体系是依照罗马法及其经典民法大全。苏格兰的历代法学家中有很有多去欧洲大陆学习法律的经历，回到祖国后他们的学说和著作也将罗马法引进到法律系统中。
苏格兰古老的法律体系在于英格兰王国合并后得以大致保留，苏格兰的最高法院按双方协议规定将永远保持其权威。现在，苏格兰民事案最高法院是英国的樞密院司法委員會，只有刑事案件终审权在苏格兰的最高法院。由于合并后习惯法的影响，原本属于罗马法系统的苏格兰现在是全世界最著名的混合法律系统之一。

## 教育
苏格兰王国期间建立了四所大学，到今天仍然是国际知名的学府。
- 圣安德鲁斯大学 （1413年）
- 格拉斯哥大学 （1450年）
- 阿伯丁大学 （1495年）
- 爱丁堡大学 （1583年）